# Marstijepovići
Marstijepovići este un sat din comuna Bar, Muntenegru. Conform datelor de la recensământul din 2003, localitatea nu are niciun locuitor (la recensământul din 1991 erau 16 locuitori).

## Demografie
|  |

| Demografie | Demografie | Demografie |
| An         | Locuitori  | Locuitori  |
| ---------- | ---------- | ---------- |
|            |            |            |
|            |            |            |
|            |            |            |
|            |            |            |
| 1948       | 70         |            |
| 1953       | 65         |            |
| 1961       | 68         |            |
| 1971       | 47         |            |
| 1981       | 25         |            |
| 1991       | 16         | 10         |
| 2003       | -          | -          |